# Аверкий (Кедров)
Архиепископ Аве́ркий (в миру Полика́рп Петро́вич Ке́дров; 2 [14] марта 1879, Яранск, Вятская губерния — 27 ноября 1937, Уфа) — епископ Православной российской церкви, архиепископ Волынский и Житомирский.

## Биография
Родился 2 (14) марта 1879 года в многодетной семье яранского протоиерея Петра Кедрова, при крещении наречён Поликарпом.
В 1894 году окончил Яранское духовное училище, затем в 1900 году — Вятскую духовную семинарию, в 1904 году —Санкт-Петербургскую духовную академию со степенью кандидата богословия.
С 4 ноября 1904 года преподавал Священное Писание в Литовской духовной семинарии. Посетил Афон и в Иерусалим, описал паломничество в публичных лекциях и брошюре «По Святой земле».
2 июля 1910 года в Валаамском монастыре архиепископом Финляндским Сергием (Страгородским) пострижен в монашество с именем Аверкий, 4 июля рукоположён в иеродиакона, 5 июля — в иеромонаха. С 21 августа 1911 года архимандрит, ректор Волынской духовной семинарии. Снискал любовь и уважение преподавателей и семинаристов.

### Епископ Острожский
9 июня 1915 года назначен епископом Острожским, третьим викарием Волынской епархии, хиротония состоялась 29 июня 1915 года. Одновременно стал настоятелем Богоявленского монастыря в Житомире, председателем Волынской епархиального совета училища, почётным председателем Житомирского губернского отдела Союза русского народа и цензором «Волынских епархиальных ведомостей». В ходе Первой мировой войны Волынская губерния была частично оккупирована, а линия фронта проходила недалеко от города Острога. В дни рождественских праздников, проявляя любовь к защитникам Отечества, владыка выехал на фронт с подарками от епархии. В 1916 году награждён орденом святого Владимира 3-й степени с мечами.
В 1918 году участвовал во 2—3-й сессиях Поместного собора Православной российской церкви, член VII отдела.
В 1921—1922 годах после закрытия Волынской духовной семинарии организовал пастырские курсы в Житомире. Из детей прихожан Богоявленского мужского монастыря создал «Юное братство», которое ухаживало за могилами монастырского кладбища и в праздники украшало храм.

### Архиепископ Волынский и Житомирский

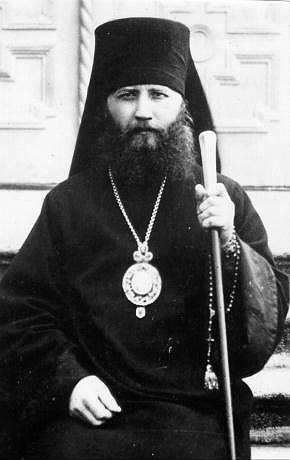

В ноябре 1921 года назначен правящим архиереем после ареста и высылки за пределы Украины временно управлявшего епархией епископа Фаддея (Успенского).
По воспоминаниям современников, возле его домика в Житомире был небольшой садик, в нём росли вишни, цвели цветы. Дети из церковных семей (их звали «юное братство») приходили поливать эти цветы. Усердные труды их вознаграждались — архиепископ через окно раздавал им конфеты. Он любил рассказывать о созвездиях, от него они узнавали, что такое Орион, Большая Медведица и т. д.
В конце 1921 года Поволжье поразил голод. Для спасения голодающих были образованы губернские комитеты помощи голодающим Поволжья. Высшее политическое руководство страны решило использовать голод для удара по Русской православной церкви. Одновременно ставилась задача спровоцировать расколы в церкви и тем самым ослабить её влияние на народ. В начале марта 1922 года повсюду началось изъятие церковных ценностей под предлогом помощи голодающим. Это вызвало протесты среди духовенства и мирян. Это, в свою очередь, позволило развернуть репрессии против духовенства. 6 мая патриарх Тихон был арестован, а 12 мая в Москве образовалось обновленческое Высшее церковное управление (ВЦУ), которое попыталось захватить власть в Церкви. 14 мая 1922 газета «Правда» опубликовала обращение ВЦУ к «Верующим сынам Православной церкви России».
Эти бурные события вскоре докатились и до Волыни. Владыка Аверкий не мог оставить паству без ознакомлением с посланием Патриарха и поручил священнику Юлиану Красицкому привезти его в Житомир, а священнику Аркадию Остальскому огласить перед народом. Чекисты догадывались, как реально обстояло дело с объявлением послания, и 6 мая первым арестовали протоиерея Аркадия Остальского. 8 июня 1922 года к судебной ответственности был привлечён и епископ Аверкий, которого обвинили в «распространении и хранении послание Патриарха Тихона», расценённое властями как контрреволюционное и, следовательно, антиправительственное. До суда епископ Аверкий был освобождён под имущественное поручительство членов Свято-Николаевского братства Мефодия Закусило и Ивана Хинченко.
В августе — сентябре 1922 года — участник Собора украинских православных епископов.
Верховный трибунал при ВЦИК УССР от 19 декабря 1922 года сократил срок приговора на одну треть, «с поражением в правах» на пять лет после освобождения. Находясь в заключении, заболел сыпным тифом, осложнённым катаральной пневмонией и острым воспалением почек.
В августе 1923 года признал обновленчество. Назначен епископом Волынским и Житомирским, председателем Житомирского епархиального управления, с возведением в сан архиепископа. Кафедра располагалась в Преображенском соборе города Житомира. 10 августа 1923 года постановлением Волынского губернского суда амнистирован. 23 августа 1923 был освобождён. С 27 октября 1923 года — член Всеукраинского обновленческого Синода.
Власть давала понять, что обновленчество, лояльно относившееся к советской власти, признаётся ею как легальная церковь. Противники же обновленчества автоматически считались врагами, контрреволюционерами, на которых должна обрушиться «карающий меч революции». Всё это вызвало тревогу в епархии. Одни считали, что для блага Церкви необходимо поддерживать обновленчество, другие называли обновленчество «красной церковью», с помощью которой насаждается безбожие и ведётся борьба с истинной Церковью. К тому же не были известны судьба патриарха Тихона и какого мнения придерживается епископат. Епархия находилась на грани раскола. Поэтому главной задачей для епископа Аверкия стало сохранение единства епархии и определения дальнейшего пути деятельности. Стремясь спровоцировать раскол среди духовенства, от Аверкия требовали полной поддержки обновленчества. Не обладая полной информацией о обновленчестве и находясь под сильным давлением ГПУ, епископ Аверкий 7 февраля 1924 года провёл пленум Волынского епархиального управления, принявший постановление: «Признать Времен. Всеукраинский Священ. Синод высшим церковным административным органом управления Православной Церковью на Украине до Собора». Расчёт ГПУ оправдался. В сельской местности распространилось обновленчество, а в городах придерживались православия, то есть поддерживали патриарха Тихона, который выступил против обновленцев.
6 ноября 1924 года выехал «в Москву для выяснения вопроса о состоянии Церкви в настоящее время». Покидая Житомир, епископ Аверкий передал управление епархией «старейшему по хиротонии из своих викариев епископу… Иакову (Немоловскому). Но он отказался от управления епархией, и владыка Аверкий передал управление епархией недавно рукоположённому епископу Полонскому Максиму (Руберовскому)».
С ноября 1924 по май 1925 года владыка Аверкий проживал в Москве, где принёс покаяние за уклонение в обновленчество и был принят в сане епископа. Вероятно, в это же время его возвели в сан архиепископа. 12 апреля 1925 года он принял участие в похоронах патриарха Тихона. В числе 60 епископов подписал акт о передаче высшей церковной власти митрополиту Крутицкому Петру (Полянскому).
За время семимесячного отсутствия владыки Аверкия в Волынской епархии произошли большие изменения. С мая 1924 по январь 1925 года епархия находилась в канонической автономии. Это позволило сторонникам патриарха Тихона создавать видимость, что они якобы придерживаются обновленчества. Однако в конце декабря Волынское губернское ГПУ, узнав об этом, срочно созвало епархиальный съезд, прошедший 30 декабря 1924 года вновь. Съезд завершился окончательным расколом между «обновленцами» и «тихоновцами». Викарные епископы Максим (Руберовский) и Леонтий (Матусевич) поддержали каноническую церковную власть, а епископ Иаков (Немоловский) подчинялся обновленческому Синоду, при этом обе стороны заявляли, что подчиняются правящему архиерею Аверкию (Кедрову). Теперь возвращение владыки Аверкия становилось судьбоносным для Волынской епархии. 30 апреля 1925 года он приехал в Житомир.
Уже на вокзале владыка выразил своё недоверие представителям синодального (обновленческого) епархиального управления, однако не запрещал их в священнослужении. Не благословил он и делегатов от Волынской епархии на участие в работе Всеукраинского обновленческого собора, состоявшегося 17—27 мая 1925 года в Харькове, где была провозглашена автокефалия Украинской обновленческой церкви. В октябре 1925 года обновленческий собор в Москве признал автокефалию Украинской синодальной церкви. В этом же месяце архиепископ Аверкий заявил членам епархиального управления о категорическом отказе подчиняться обновленческому синоду на Украине. Староконстантиновское и Новоград-Волынское викариатства отпали в обновленческий раскол, а Полонское, Коростенское и Житомирское признали экзарха Украины Михаила (Ермакова), назначенного покойным патриархом Тихоном.
23 ноября 1925 года обновленческий Синод в Харькове назначил епископа Белоцерковского Павла (Циприановича) на Житомирскую кафедру, что по сути означало, что Синод делегировал епископа Павла захватить епархию при помощи властей. Убедившись, что сделать это не так просто, обновленцы решили провести епархиальный съезд, на котором волынские священники должны были выбрать правящего архиерея. Съезд прошёл в Житомире 26 февраля 1926 года. Он предложил архиепископу Аверкия перейти в юрисдикцию обновленческого Синода. Владыка отклонил предложение, после чего правящим архиереем был избран епископ Павел.
Уже в мае 1926 года власти передали «синодалам» кафедральный собор в Житомире, что сопровождалось дракой и скандалом. Репрессиям подвергли ряд сподвижников архиепископа Аверкия. Наконец, 19 октября 1926 года был арестован и архиепископ Аверкий. 21 октября он был отправлен в секретный отдел ОГПУ в Москву.
7 января 1927 года Особым совещанием при ОГПУ СССР владыка Аверкий был осуждён по ст. 58—13 Уголовного кодекса РСФСР к трём годам ссылки в Казахстан. 12 февраля 1927 года через Каракалпакский окружной отдел ГПУ направлен в ссылку в Ходжейлийский район в Каракалпакии.
Резко негативно отнёсся к декларации митрополита Сергия (Страгородского), однако отношений с ним не разорвал.
17 февраля 1928 года принято решение о досрочном освобождении архиепископа Аверкия, но оно дошло до архиепископа Аверкия только через восемь месяцев. 24 октября 1928 года архиепископ Аверкий был освобождён с правом проживания на всей территории СССР. После освобождения вернулся к управлению Волынской епархией.
Существуют воспоминания о том, что в 1928—1929 годах архиепископа Аверкия часто вызывали на допросы, в связи с чем служение литургии задерживалось порой на час и более. Во время допросов владыка напоминал работникам органов, что по церковному уставу литургия должна начинаться не позже 12 часов дня и что его ждёт собравшийся в соборе народ. Наконец, в 12-м часу архиепископа выпускали, и он должен был спешить, чтобы успеть начать службу в положенный срок.
Митрополит Мануил (Лемешевский) так характеризовал личность архиепископа Аверкия: «Был человеком исключительно добрым, приветливым, глубоко верующим, как архиерей — доступным, общительным и этим стяжал общую и самую искреннюю любовь житомирян. Жизнь вёл чистую и трезвую. Любил часто служить».
По другим воспоминаниям, в будничные службы епископ любил стоять на клиросе, принимал участие в чтении и пении. Службу совершал истово, торжественно. Епископ Аверкий много делал для украшения и благолепия храма: восстановил роспись, установил для почитания частицу мощей святого Иова Почаевского (в раке). С правой стороны в нише храма была Голгофа. На время Пасхи крест в ней заменялся Воскресшим Спасителем с белым знаменем, с изображением красного креста на нём.

### В тюрьмах и ссылках
15 февраля 1930 года был арестован в Житомире за то, что ознакомился с документом, написанным Андреем Дросси патриарху Константинопольскому Фотию II, где описывалось бедственное положение Православной церкви в СССР. Был отправлен в Москву, где содержался под арестом в Бутырской тюрьме. Виновным себя не признал. 4 апреля 1930 года приговорён Коллегией ОГПУ по статье 58—5 Уголовного кодекса РСФСР к трём годам ссылки в Северный край. Отправлен в ссылку через ПП ОГПУ в Северный край, в Архангельск. В свою епархию он уже не вернулся.
В очередной раз владыку вместе с группой верующих (21 человек) арестовало Архангельское ОГПУ 23 января 1931 года. Их обвинили в том, что они создали контрреволюционную группировку, вели антисоветскую агитацию, а также оказывали материальную помощь высланном духовенству.
2 декабря 1931 года Особым совещанием при Коллегии ОГПУ за «участие в контрреволюционной группировке среди местного и ссыльного духовенства в г Архангельске» архиепископ Аверкий приговорён к трём годам ссылки в Северный край в город Тотьму (ныне Вологодская область).
В 1933 году был вновь приговорён к трём годам ссылки, на этот раз в город Бирск (Башкирская АССР), где находился до своего последнего ареста.
Находясь в ссылке, владыка Аверкий поддерживал письменную связь со своей епархией. Таким образом, почти пять лет управлял епархией. Наконец, в 23 октября 1934 года на Волынскую кафедру был назначен архиепископ Филарет (Линчевский).
25 июля 1937 года владыку арестовали в Бирске и перевезли в тюрьму НКВД города Уфы. Против него выдвинули множество обвинений. Под давлением следователей, которые, вероятно, применяли пытки, владыка признал себя виновным. Осуждённый Тройкой при УНКВД Башкирской АССР 10 ноября 1937 по статьям 58—6, 54—11 Уголовного кодекса РСФСР к расстрелу. 27 ноября 1937 года архиепископ Аверкий был расстрелян. Похоронен, видимо, в братской могиле на Сергиевском кладбище города Уфы.

## Канонизация
В 1981 году решением Архиерейского Собора Русской православной церкви заграницей канонизирован в лике священномученика со включением Собор новомучеников и исповедников Российских (без установления отдельного дня памяти).

## Семья
- Отец — священник Пётр Кедров. Мать — Елизавета.
- Брат — Пётр, в монашестве Пахомий (1876—1937) — архиепископ Черниговский.
- Брат — Михаил, в монашестве Михаил — епископ Вроцлавский Польской православной церкви.
- Братья — Иван, Александр, Николай.
- Сёстры — Зинаида, Вера.

## Сочинения
- По святой земле [Из личных впечатлений паломника]. — Вильно: Виленское Св.-Духовск. братство, 1910. — 43 с.
- Послание братьев-архиепископов Пахомия и Аверкия (Кедровых) об отношении к политике митрополита Сергия (Страгородского). : Публ. и вступ. статья иерея Александра Мазырина // Вестник Православного Свято-Тихоновского Гуманитарного Университета: История. История Русской Православной Церкви. Серия II. 2007. — № 4 (25) — С. 137—170